# Урукуритуба

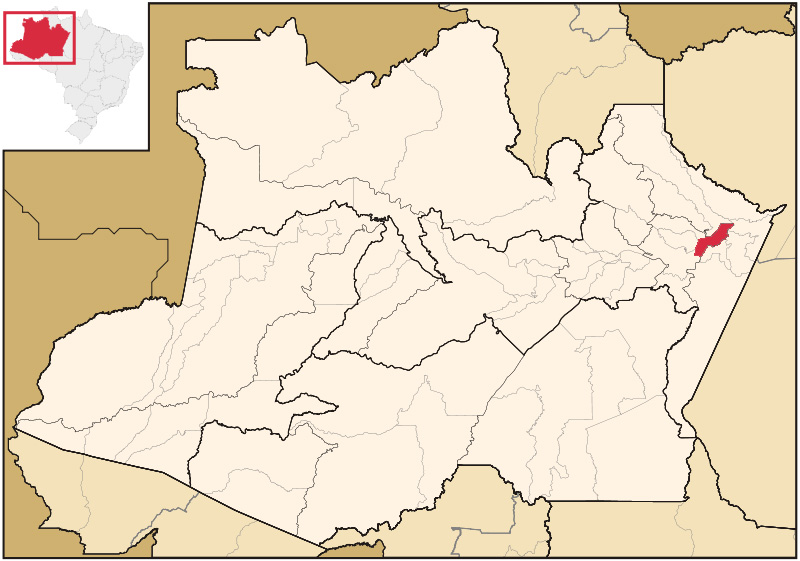
Урукуритуба на карте штата.

Урукуриту́ба (порт. Urucurituba)  —  муниципалитет в Бразилии, входит в штат Амазонас. Составная часть мезорегиона Центр штата Амазонас. Входит в экономико-статистический  микрорегион Итакоатиара.Население составляет 17 837 человек на 2010 год. Занимает площадь 2906,70 км². Плотность населения — 6,14 чел./км².

## Границы
Муниципалитет граничит:
- на севере —  муниципалитет Ньямунда
- на востоке —  муниципалитет Паринтинс
- на юго-востоке —  муниципалитет Баррейринья
- на юге —  муниципалитет Боа-Виста-ду-Рамус
- на юго-западе —  муниципалитет Итакуатиара
- на западе —  муниципалитет Силвис
- на северо-западе —  муниципалитеты Итапиранга, Урукара

## Демография
Согласно сведениям, собранным в ходе переписи 2010 г. Национальным институтом географии и статистики (IBGE), население муниципалитета составляет:
| Полное население                               | Полное население                               | Полное население                               | Полное население                               | 17 837 |
| ---------------------------------------------- | ---------------------------------------------- | ---------------------------------------------- | ---------------------------------------------- | ------ |
| в том числе:                                   | Городское население                            | 10 448                                         | Процент городского населения, %                | 58,57  |
|                                                | Сельское население                             | 7389                                           | Процент сельского населения, %                 | 41,43  |
|                                                | Мужское население                              | 9529                                           | Процент мужского населения, %                  | 53,42  |
|                                                | Женское население                              | 8308                                           | Процент женского населения, %                  | 46,58  |
| Плотность населения, чел/км²                   | Плотность населения, чел/км²                   | Плотность населения, чел/км²                   | Плотность населения, чел/км²                   | 6,14   |
| Население муниципалитета в % к населению штата | Население муниципалитета в % к населению штата | Население муниципалитета в % к населению штата | Население муниципалитета в % к населению штата | 0,51   |

По данным оценки 2015 года, население муниципалитета составляет 21 140 жителей.

## Административное деление
Муниципалитет состоит из 2 дистриктов:
| № | Наименование дистрикта | Наименование дистрикта (порт.) | Территория, км² | Население, чел.(2010) | Население, чел.(2010) | Население, чел.(2010) | Плотность, чел./км² | Код дистрикта |
| № | Наименование дистрикта | Наименование дистрикта (порт.) | Территория, км² | всего                 | городское             | сельское              | Плотность, чел./км² | Код дистрикта |
| 1 | Урукуритуба            | Urucurituba                    | 945             | 14 971                | 9523                  | 5448                  | 15,84               | 130440105     |
| 2 | Аугусту-Монтинегру     | Augusto Montenegro             | 1961            | 2866                  | 925                   | 1941                  | 1,46                | 130440110     |

## Важнейшие населенные пункты
| № | Населённый пункт   | Населённый пункт (порт.) | Категория | Население чел. (2010) | На карте                       |
| - | ------------------ | ------------------------ | --------- | --------------------- | ------------------------------ |
| 1 | Урукуритуба        | Urucurituba              | город     | 9523                  | 3°07′56″ ю. ш. 58°09′23″ з. д. |
| 2 | Итапеасу           | Itapeaçu                 | поселок   | 1461                  | 2°57′38″ ю. ш. 58°03′39″ з. д. |
| 3 | Аугусту-Монтинегру | Augusto Montenegro       | поселок   | 925                   | 2°46′01″ ю. ш. 57°45′39″ з. д. |